# 朝明氏
朝明氏（あさけうじ）は、日本の氏族。

## 概要
渡来系氏族とみられる。姓は史。『新撰姓氏録』未定雑姓右京に登場する「高麗國 帶方國主」の韓法史の後裔。全徳在（朝鮮語: 전덕재、檀国大学）は、「帯方国主」は公孫氏が204年に朝鮮半島に設置した植民地である「帯方郡」の支配層を指しており、「帯方国主」と伝えられる韓法史は、帯方郡で勢力を張った中国系豪族の楽浪韓氏の出身であり、314年頃に高句麗が帯方郡を滅ぼした後、高句麗に吸収された楽浪韓氏の遺民とみて間違いない、と指摘している。